# 裝修

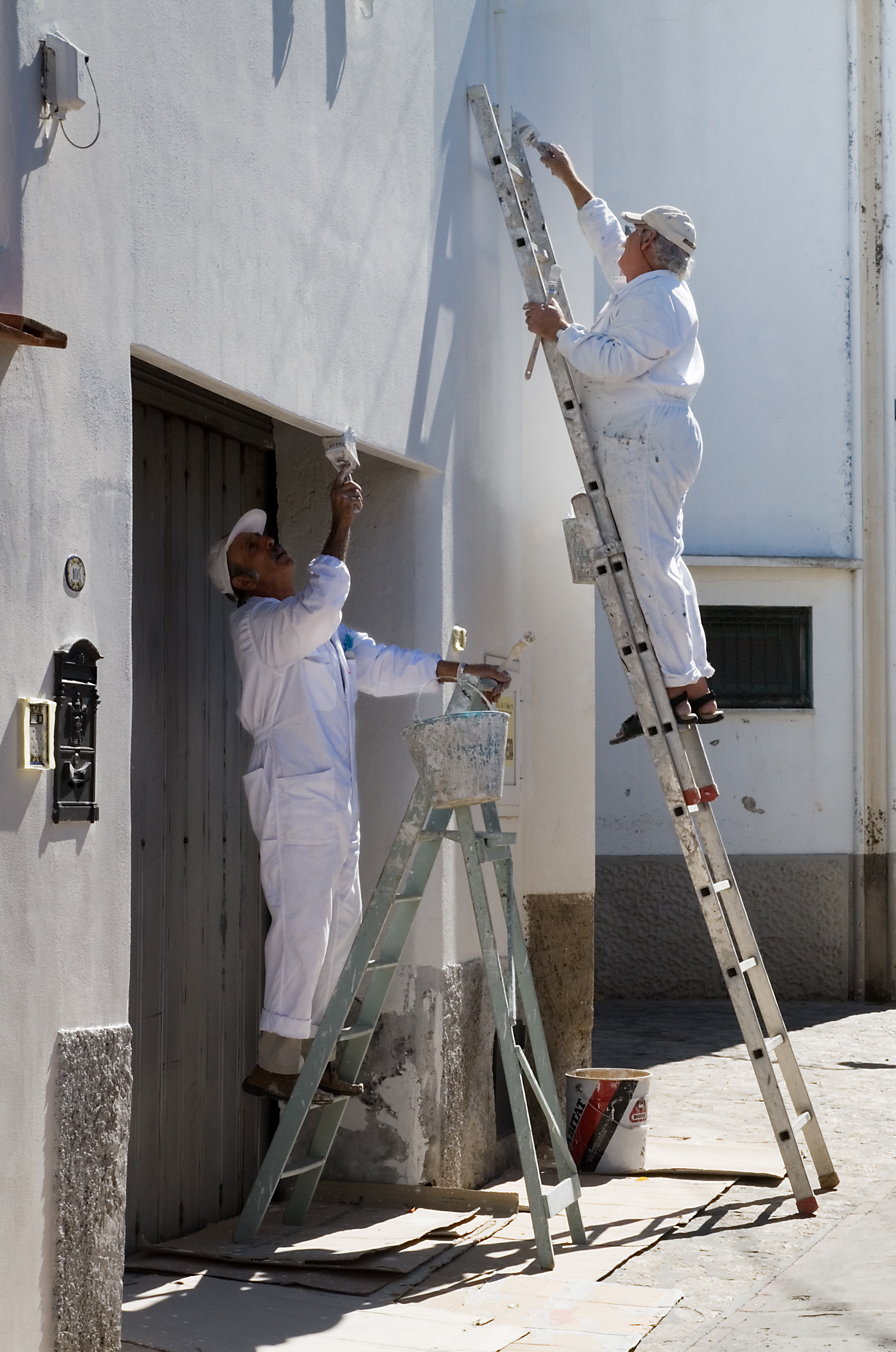
裝修

裝修，又稱裝潢、室內裝飾、室內佈置，是把室內空間整理及佈置妥當的工作，與室內設計有密切關係。裝修承建商與室內設計師各有分工和合作的關係。有些地方裝修相當盛行，例如在香港，單是家居裝修項目便達每年20萬個，受影響人數估計超過100萬（即約每7-8人便有一個受影響）。管理不善或工人培訓不足的裝修及拆卸工程會對健康有嚴重影響。

## 作業流程

#### 1. 諮詢與提案[2]
- 預約：填寫諮詢單後，由設計公司安排設計師聯繫預約初步洽談。
- 諮詢：了解需求及理念溝通，並確認設計方向。
- 丈量：專案施工地點場勘、丈量及拍照記錄，或由建商提供平面圖進行規劃。
- 提案：初步討論平面配置圖說提案及工程估價(作業時間約兩周)。
- 設計委任 : 簽訂委任設計契約。

#### 2. 設計與溝通
- 討論：規劃細節研討。
- 報價：確認工程報價。
- 工程承攬：簽訂工程承攬契約。
- 建議：提供結構、材質與色系建議。
- 示意：尺寸樣式圖說示意。

#### 3. 工程與後續
- 圖說：平立面施工圖說確認。
- 工期：計畫施工排程及工程順序。
- 施工：各個工種依進度進場施作，設計師維護工程品質及秩序。
- 完工：驗收各品項，確認施工無誤且完善。
- 保固：非天災、消耗品、人為因素，提供保固服務。

## 裝修流程
- 清拆原有佈置
  - 傢私，木器（門、櫃、床等等）
  - 牆身（廚廁瓷磚），間隔，地板
  - 電器，爐具
  - 舊牆身油漆（俗稱鏟底）
- 安裝供水、供電
  - 來去水喉
  - 新總掣箱，放燈喉，牆身插座
  - 穿線（電線、LAN線 / 電話線、CCTV）
- 泥水批盪
  - 廚廁牆身、地台泥水及防水工程
  - 廳房牆身（包括新造磚牆間隔）
- 間隔油漆
  - 新造間隔、燈槽
  - 牆身批灰、打磨（俗稱跣灰）
- 安裝木地板 / 瓷磚及地腳線
- 安裝傢具、潔具、爐具、電器
  - 傢具（例：木門、櫃、床）
  - 潔具（例：浴缸、洗手盆、鋅盆）
  - 爐具（例：熱水爐、煮食爐）
  - 電器（例：電燈、風扇）
  - 冷氣
- 入伙前清潔

## 施工品質及用料
非法勞工在建造業中頗為普遍，而隨著大灣區融合及一簽多行政策的推行，香港黑工問題於2025年更見嚴峻，業界表示，以往裝修材料多由裝修工向當地店舖採購，但大部分現已被購自內地（如網購）、安全成疑甚至可致癌的假貨、水貨所取代。黑工欠缺培訓及安全、污染意識不足等亦可能衍生其他問題。

## 健康公害
裝修經常會使用很多有害的化學物質，某些有機溶劑如三氯乙烯等為1級致癌物。三氯乙烯為香港裝修工程中常用的化學品、脫脂劑，除了致癌還會對肝臟甚至精神健康有影響。裝修產生的粉塵（懸浮粒子）也會嚴重影響健康，而懸浮粒子、木糠和焊煙等均為1級致癌物，除了致癌它們亦會引致其他嚴重疾病，從肺（由咳嗽氣促、肺部發炎到矽肺病等）到心血管以致腦部健康都會有影響。

### 常用化學品
裝修常用的化學品包括：
- 油漆，光漆
- 磚石清潔劑
- 膠黏劑
- 天拿水
- 松節油，白電油，礦物油
- 火水
- 三氯乙烷（脫脂劑）
- 三氯乙烯（脫脂劑）Trichloroethylene
- 酒精
- 甲苯 Toluene

化學品可通過呼吸、吞食、眼及皮膚進入人體。化學品對健康的影響可分為急性（即時）和慢性（長期），當中包括：影響中樞神經系統，令人頭痛、頭暈、昏昏欲睡、昏迷（不醒人事）、有麻醉感、甚至神經系統病變；刺激喉、眼及肺部；眼部灼傷紅腫流淚甚至發炎；呼吸系統受損、咳嗽；刺激及腐蝕皮膚，可致潰瘍；皮膚敏感；皮膚灼傷發紅爆裂；令腎臟和肝功能受損。
天拿水、光漆及膠黏劑等皆為易燃物。某些工序例如在柚木地板上塗光漆，或進行傢俬噴塗時，會有大量易燃氣體從光漆或油漆揮發出來，如實施時沒注意空氣流通，使用電器或吸煙等安全問題，會引起火警及爆炸，引致嚴重傷亡。
使用化學品時首先應該考慮可否不使用危害性的化學品
。亦當考慮可否選用危害性較低的化學品作替代，例如以乳膠漆代替油漆。使用膠黏劑、光漆等易燃物品時必須遠離火種及嚴禁吸煙。避免沾及皮膚和眼睛。切不可吸入含化學品的煙霧、氣體或噴霧。

## 另見
- 室内设计
- 三行
- 室內空氣質素
- 重金屬 | 微塑膠 | 動力工具
- 三氯乙烯 | 揮發性有機化合物
- 懸浮粒子
- 建築廢料
- 香港空氣污染
- 污染與腦部疾病
- 物質誘發的精神病

## 外部連結
- 裝修工程：空氣污染管制及解決方案
- 建筑装饰装修涂料和胶粘剂产品质量专项监督抽查结果，2017，深圳市市场监督管理局
- 广州市市场监管局抽查胶粘剂27批次 不合格产品发现率11.1%